# Numero di acidità
Il numero di acidità (o numero di neutralizzazione o per antonomasia acidità) di un campione è la quantità di idrossido di potassio espressa in milligrammi necessaria per neutralizzare l'acidità di un grammo di campione.
Il numero di acidità è un indice della presenza di gruppi acidi (acidi carbossilici, fenoli, etc.) in un dato campione. Un metodo abbastanza generale prevede la dissoluzione del campione in un opportuno solvente e la sua titolazione con una soluzione a concentrazione nota di idrossido di potassio in presenza di fenolftaleina come indicatore.
In generale
n.a. = Veq · N · 56,1 / P
dove 
- Veq è il volume di soluzione di idrossido di potassio consumata (in mL),
- N è la sua normalità (in eq/L), che nel caso di una soluzione di idrossido di potassio coincide con la sua molarità (in mol/L)
- 56,1 g/eq è il peso equivalente dell'idrossido di potassio,
- P il peso del campione analizzato (in g).

Il numero di acidità è, ad esempio, un indice dell'irrancidimento dei grassi, dato che nel tempo si ossidano e si idrolizzano in acidi grassi e glicerolo, con un aumento del numero di acidità.
È un parametro che trova utilizzo pratico soprattutto in caso di sostanze o miscele la cui stechiometria non è esattamente definita.